# Sân bay quốc tế Hanthawaddy

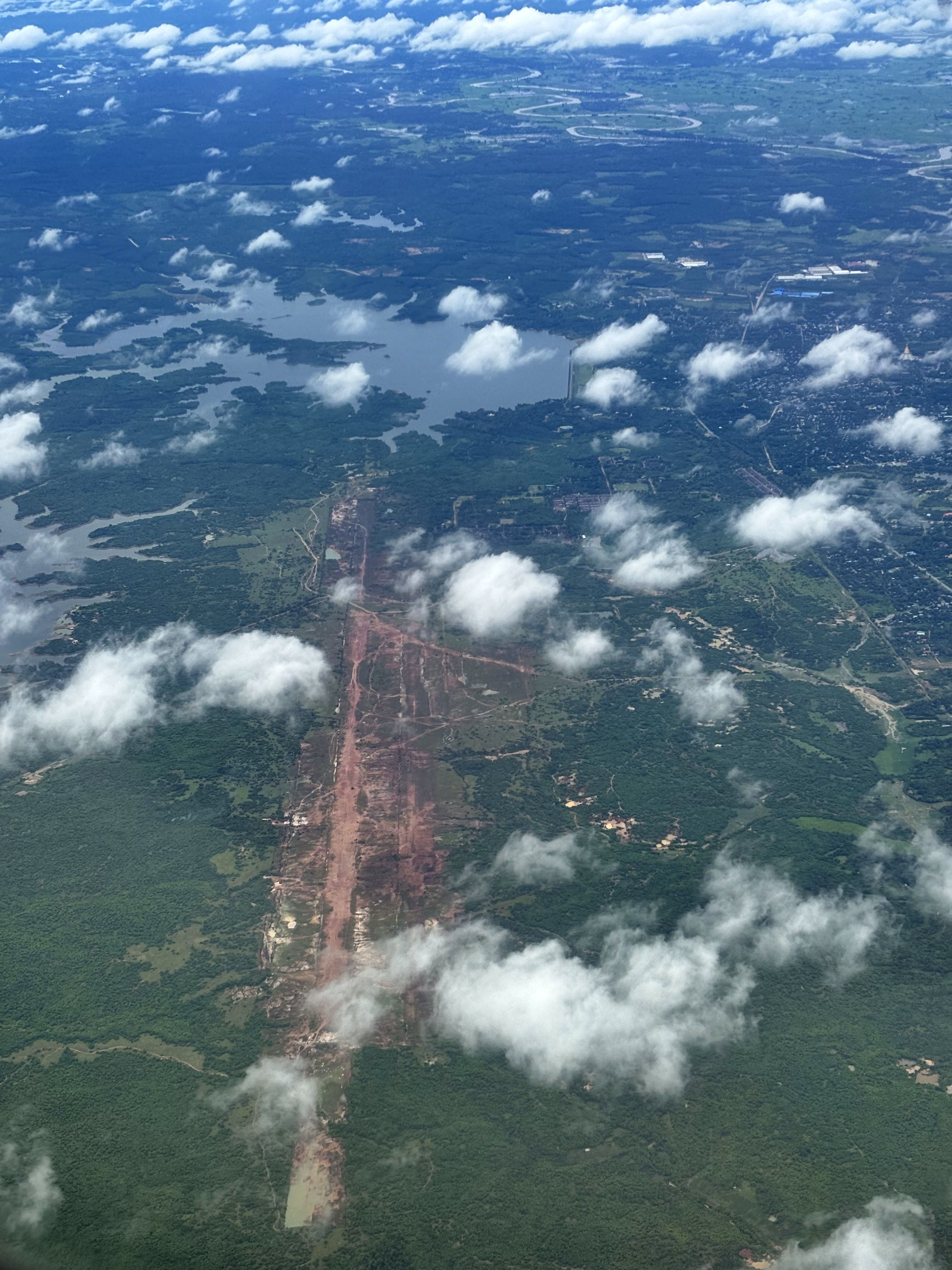
Sân bay quốc tế Hanthawaddy

Sân bay quốc tế Hanthawaddy (tiếng Miến Điện: ဟံသာဝတီ အပြည်ပြည်ဆိုင်ရာလေဆိပ်) là một sân bay quốc tế mới sẽ được xây dựng ở vùng Bago, Myanmar nằm khoảng 48 dặm (77 km) đi từ Yangon.  Dự án đã được bắt đầu vào năm 2001  nhưng sau đó đã bị dừng lại.  Khu vực đề xuất của sân bay có tổng diện tích 36,42 km2 (14,06 dặm vuông).
Chính phủ Myanmar đã công bố kế hoạch khởi động lại dự án vào năm 2012 để đáp ứng sự phát triển trong tương lai của họ. Một tập đoàn do Tập đoàn Sân bay Quốc tế Incheon (IIAC) dẫn đầu, bao gồm các công ty Hàn Quốc (Halla Engineering & Construction Corporation, Lotte Engineering & Construction Corporation, POSCO ICT và Kumho Industrial Company) đã được trao hợp đồng trị giá 1,1 tỷ USD, để xây dựng sân bay mới và  vận hành sân bay trong 50 năm. Sân bay sẽ có khả năng xử lý 12 triệu hành khách mỗi năm và dự kiến sẽ bắt đầu hoạt động vào năm 2018. Tuy nhiên, do vấn đề liên quan đến tài chính và bất đồng về năng lực hành khách, thỏa thuận với tập đoàn Incheon đã bị chấm dứt và một cuộc đấu thầu mới đã được mở lại  Tháng 2 năm 2014.
Sau làn đấu thầu mới đã được trao cho một tập đoàn Singapore-Nhật Bản vào ngày 29 tháng 10 năm 2014. Tổ hợp liên danh này bao gồm Singapore, Yong Yong Holdings, Nhà quy hoạch và Kỹ sư sân bay Changi, một công ty con của Tập đoàn Sân bay Changi và Tập đoàn JGC Nhật Bản.  Hợp đồng trị giá 1,45 tỷ USD và tập đoàn sẽ nhận được hỗ trợ phát triển chính thức từ chính phủ Nhật Bản với số tiền lên tới 49% trong tổng số hợp đồng. Phần còn lại của tài trợ sẽ đến từ cho vay tư nhân (517 triệu đô la) và đầu tư từ tập đoàn (222 triệu đô la Mỹ). Ngày hoàn thành được đẩy lùi về năm 2022.